# Aulacomerus xyntus
Aulacomerus xyntus – gatunek błonkówki z rodziny Pergidae.

## Taksonomia
Gatunek ten został opisany w 1990 przez Davida Smitha. Jako miejsce typowe podano obszar położony ok. 6 km (4 mile) na wsch. od meksykańskiego miasta Cuernavaca. Holotypem był samiec.

## Zasięg występowania
Ameryka Północna. Znany jedynie ze śr. Meksyku, ze stanu Morelos.